# Riserva naturale della Marcigliana
La riserva naturale Marcigliana è un'area naturale protetta situata tra i comuni di Roma, Fonte Nuova, Guidonia, Mentana e Monterotondo, tra via Salaria e via Nomentana, nella città metropolitana di Roma. La riserva è attraversata da via della Marcigliana e via della Cesarina.

## Territorio
Esteso per oltre 4.000 ettari il paesaggio è rurale e composto da campi coltivati, spallette boscate e filari di alberi lungo le strade interpoderali.
In questo parco si trovano i fondi di Torre Madonna, Fonte di Papa, Massa, Ciampiglia Barberini, Ciampiglia Del Bufalo, Santa Colomba, Valle Ornara, Casal della Donna, Capitignano, Olevano, Cesarina, Capobianco, Sant'Agata e Coazzo; di quest'ultimo è visibile il casale presso l'incrocio di via della Cesarina con la Nomentana.
Lungo il tratto settentrionale di via di Tor San Giovanni è il casale di Tor San Giovanni, edificio medievale con torre.
In tutto il territorio considerato sono sparsi resti di età romana, in parte non visitabili perché gran parte della riserva è di proprietà privata. Un vasto settore, corrispondente all'antica tenuta Capitignano (detta poi Tor San Giovanni in quanto divenuta di proprietà dell'Ospedale di San Giovanni) è oggi di proprietà del Comune di Roma e vi ha sede la "Casa del Parco". Un appezzamento di meno di 60 ettari, lungo via della Marcigliana, è di proprietà demaniale e corrisponde al principale sepolcreto (Monte Del Bufalo, dalla famiglia Del Bufalo) della città latina di Crustumerium, vissuta tra il IX e il V secolo a.C., il cui comparto insediativo è ancora di proprietà privata (duca Grazioli). L'abitato antico e il circondario (circa 500 ettari) sono assoggettati ad un provvedimento di stretta tutela archeologica. Inoltre all'interno si trova l'Ex Orfanotrofio femminile di Roma, costruito dal Senatore Carlo Scotti nel 1933 e chiuso agli inizi degli anni 80. La struttura giace in uno stato di abbandono totale.

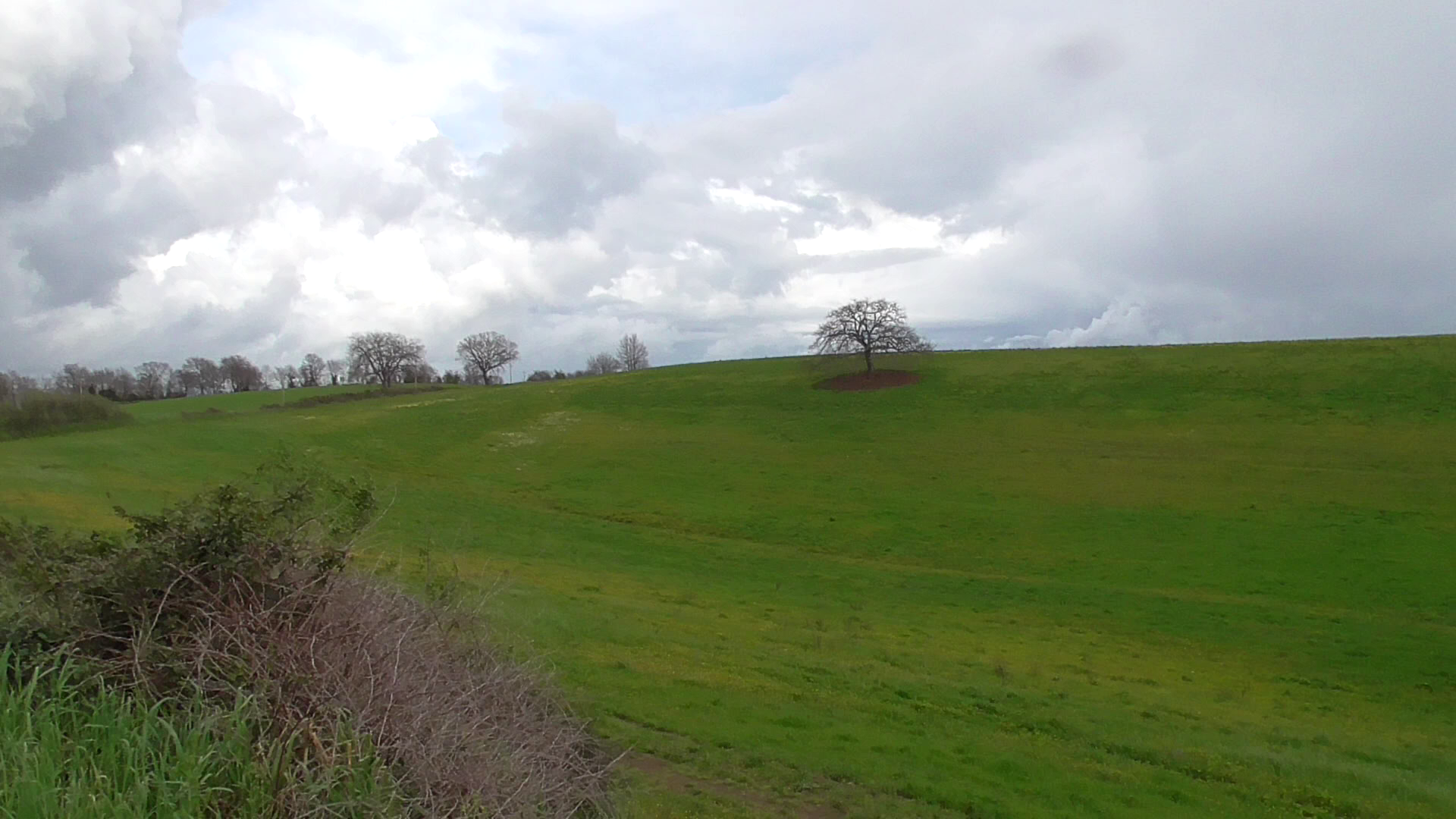
Marcigliana